# Sylhet (distrikt)
Sylhet (bengali: সিলেট জেলা, engelska: Sylhet District) är ett distrikt i Bangladesh.   Det ligger i provinsen Sylhet, i den nordöstra delen av landet, 190 km nordost om huvudstaden Dhaka. Antalet invånare är 3 434 188. Arean är 3 452 kvadratkilometer.
Terrängen i Sylhet är platt söderut, men norrut är den bergig.
Trakten runt Sylhet består till största delen av jordbruksmark. Runt Sylhet är det mycket tätbefolkat, med 1 463 invånare per kvadratkilometer.